# Psorospermum androsaemifolium
Psorospermum androsaemifolium är en johannesörtsväxtart som beskrevs av John Gilbert Baker. Psorospermum androsaemifolium ingår i släktet Psorospermum och familjen johannesörtsväxter. Inga underarter finns listade i Catalogue of Life.